# 中华人民共和国司法部部长
中华人民共和国司法部部长是中华人民共和国司法部的正职负责人和中华人民共和国国务院的组成人员之一，属于国家公务员，负责领导司法部的工作，召集和主持司法部部务会议，签署上报国务院的重要请示、报告和下达的命令指示。司法部部长由国务院总理提名，全国人民代表大会决定人选，国家主席根据决定任免。
1949年10月1日，中华人民共和国中央人民政府正式成立，中央人民政府司法部亦于同日成立。10月19日，中央人民政府委员会在北京举行第三次会议，任命史良为中央人民政府司法部部长，为中华人民共和国成立以来的首任司法部长。1954年9月15日至9月28日，第一届全国人民代表大会第一次会议召开，会议确定中央人民政府政务院改组为中华人民共和国国务院，为中华人民共和国的最高行政机关，中央人民政府司法部亦改组为中华人民共和国司法部，正职负责人仍称部长。1959年4月28日，第二届全国人民代表大会第一次会议决定，撤销中华人民共和国司法部，其正职负责人亦随之撤销，主管业务划归中华人民共和国最高人民法院。1979年9月13日，第五届全国人民代表大会常务委员会第十一次会议决定，恢复中华人民共和国司法部，其正职负责人仍称部长至今。
截至2025年3月14日，共有12名政治人物曾担任过中华人民共和国司法部部长，其中有1位民主党派成员，即史良（民盟）；有3位女性，即史良、吴爱英、贺荣。任职时间最长的是吴爱英，任职期限自2005年7月1日至2017年2月24日，共计11年238天。任职时间最短的是贺荣，任职期限自2023年2月24日至今，共计2年18天。现任司法部部长是贺荣，自2023年2月24日起任职，迄今2年18天。

## 历任部长
下表列出中华人民共和国司法部历任部长的任次、姓名、生卒年份、肖像、籍贯、就任日期、卸任日期、任职时长、任内要职和时任政府首脑等信息。姓名下方仅有生卒年份者表明此人为男性、汉族、中共党员。
| 任次                                                             | 姓名 （生卒年份）                                      | 肖像                                                   | 籍貫                                                   | 就任日期                                               | 卸任日期                                               | 任内要职 | 时任总理                                               | 资料                                                   |
| 任次                                                             | 姓名 （生卒年份）                                      | 肖像                                                   | 籍貫                                                   | 任职时长                                               | 任职时长                                               | 任内要职 | 时任总理                                               | 资料                                                   |
| 中央人民政府司法部部长（1949年10月19日—1954年9月28日）           | 中央人民政府司法部部长（1949年10月19日—1954年9月28日） | 中央人民政府司法部部长（1949年10月19日—1954年9月28日） | 中央人民政府司法部部长（1949年10月19日—1954年9月28日） | 中央人民政府司法部部长（1949年10月19日—1954年9月28日） | 中央人民政府司法部部长（1949年10月19日—1954年9月28日） | 中央人民政府司法部部长（1949年10月19日—1954年9月28日）                                                                  | 中央人民政府司法部部长（1949年10月19日—1954年9月28日） | 中央人民政府司法部部长（1949年10月19日—1954年9月28日） |
| ---------------------------------------------------------------- | ------------------------------------------------------ | ------------------------------------------------------ | ------------------------------------------------------ | ------------------------------------------------------ | ------------------------------------------------------ | --- | ------------------------------------------------------ | ------------------------------------------------------ |
| 1                                                                | 史良 （女，民盟） （1900—1985）                        |                                                        | 江苏 常州                                              | 1949年10月19日                                         | 1954年9月28日                                          | 中华全国妇女联合会副主席 中国人民政治协商会议全国委员会常务委员 中国民主同盟中央委员会副主席                            | 周恩来                                                 | [ 8 ]                                                  |
| 1                                                                | 史良 （女，民盟） （1900—1985）                        | 4年344天                                               | 江苏 常州                                              |                                                        |                                                        | 中华全国妇女联合会副主席 中国人民政治协商会议全国委员会常务委员 中国民主同盟中央委员会副主席                            | 周恩来                                                 | [ 8 ]                                                  |
| 中华人民共和国司法部部长（1954年9月28日—1959年4月28日）          |                                                        |                                                        |                                                        |                                                        |                                                        | |                                                        |                                                        |
| 1                                                                | 史良 （女，民盟） （1900—1985）                        |                                                        | 江苏 常州                                              | 1954年9月28日                                          | 1959年4月28日                                          | 中华全国妇女联合会副主席 中国人民政治协商会议全国委员会常务委员 中国民主同盟中央委员会副主席                            | 周恩来                                                 | [ 9 ]                                                  |
| 1                                                                | 史良 （女，民盟） （1900—1985）                        | 4年212天                                               | 江苏 常州                                              |                                                        |                                                        | 中华全国妇女联合会副主席 中国人民政治协商会议全国委员会常务委员 中国民主同盟中央委员会副主席                            | 周恩来                                                 | [ 9 ]                                                  |
| 1959年4月28日至1979年9月13日期间，撤销中华人民共和国司法部部长。 |                                                        |                                                        |                                                        |                                                        |                                                        | |                                                        |                                                        |
| 中华人民共和国司法部部长（1979年9月13日至今）                    |                                                        |                                                        |                                                        |                                                        |                                                        | |                                                        |                                                        |
| 2                                                                | 魏文伯 （1905—1987）                                   |                                                        | 湖北 新洲                                              | 1979年9月13日                                          | 1982年5月4日                                           | 中华人民共和国司法部党组书记 中共中央纪律检查委员会秘书长 中共中央政法委员会委员 中共中央顾问委员会委员                 | 华国锋 ↓ 赵紫阳                                        | [ 10 ] [ 11 ]                                          |
| 2                                                                | 魏文伯 （1905—1987）                                   | 2年233天                                               | 湖北 新洲                                              |                                                        |                                                        | 中华人民共和国司法部党组书记 中共中央纪律检查委员会秘书长 中共中央政法委员会委员 中共中央顾问委员会委员                 | 华国锋 ↓ 赵紫阳                                        | [ 10 ] [ 11 ]                                          |
| 3                                                                | 刘复之 （1917—2013）                                   |                                                        | 广东 梅县                                              | 1982年5月4日                                           | 1983年6月20日                                          | 中华人民共和国司法部党组书记 中国政法大学校长 中共中央政法委员会秘书长                                                  | 赵紫阳                                                 | [ 12 ] [ 13 ]                                          |
| 3                                                                | 刘复之 （1917—2013）                                   | 1年47天                                                | 广东 梅县                                              |                                                        |                                                        | 中华人民共和国司法部党组书记 中国政法大学校长 中共中央政法委员会秘书长                                                  | 赵紫阳                                                 | [ 12 ] [ 13 ]                                          |
| 4                                                                | 邹瑜 （1920—）                                         |                                                        | 广西 博白                                              | 1983年6月20日                                          | 1988年4月12日                                          | 中华人民共和国司法部党组书记 中国政法大学校长 中华全国律师协会会长                                                      | 赵紫阳 ↓ 李鹏                                          | [ 14 ] [ 15 ]                                          |
| 4                                                                | 邹瑜 （1920—）                                         | 4年297天                                               | 广西 博白                                              |                                                        |                                                        | 中华人民共和国司法部党组书记 中国政法大学校长 中华全国律师协会会长                                                      | 赵紫阳 ↓ 李鹏                                          | [ 14 ] [ 15 ]                                          |
| 5                                                                | 蔡诚 （1927—2009）                                     |                                                        | 广东 普宁                                              | 1988年4月12日                                          | 1993年3月29日                                          | 中华人民共和国司法部党组书记                                                                                            | 李鹏                                                   | [ 16 ] [ 17 ]                                          |
| 5                                                                | 蔡诚 （1927—2009）                                     | 4年351天                                               | 广东 普宁                                              |                                                        |                                                        | 中华人民共和国司法部党组书记                                                                                            | 李鹏                                                   | [ 16 ] [ 17 ]                                          |
| 6                                                                | 肖扬 （1938—2019）                                     |                                                        | 广东 河源                                              | 1993年3月29日                                          | 1998年3月19日                                          | 中华人民共和国司法部党组书记 中华人民共和国最高人民检察院副检察长 中共中央政法委员会委员 中央社会治安综合治理委员会委员 | 李鹏                                                   | [ 18 ] [ 19 ]                                          |
| 6                                                                | 肖扬 （1938—2019）                                     | 4年355天                                               | 广东 河源                                              |                                                        |                                                        | 中华人民共和国司法部党组书记 中华人民共和国最高人民检察院副检察长 中共中央政法委员会委员 中央社会治安综合治理委员会委员 | 李鹏                                                   | [ 18 ] [ 19 ]                                          |
| 7                                                                | 高昌礼 （1937—）                                       |                                                        | 山东 鱼台                                              | 1998年3月19日                                          | 2000年12月28日                                         | 中华人民共和国司法部党组书记 中共中央政法委员会委员                                                                     | 朱镕基                                                 | [ 20 ] [ 21 ]                                          |
| 7                                                                | 高昌礼 （1937—）                                       | 2年284天                                               | 山东 鱼台                                              |                                                        |                                                        | 中华人民共和国司法部党组书记 中共中央政法委员会委员                                                                     | 朱镕基                                                 | [ 20 ] [ 21 ]                                          |
| 8                                                                | 张福森 （1940—）                                       |                                                        | 北京 顺义                                              | 2000年12月28日                                         | 2005年7月1日                                           | 中华人民共和国司法部党组书记                                                                                            | 朱镕基 ↓ 温家宝                                        | [ 22 ] [ 23 ]                                          |
| 8                                                                | 张福森 （1940—）                                       | 4年185天                                               | 北京 顺义                                              |                                                        |                                                        | 中华人民共和国司法部党组书记                                                                                            | 朱镕基 ↓ 温家宝                                        | [ 22 ] [ 23 ]                                          |
| 9                                                                | 吴爱英 （女） （1951—）                                |                                                        | 山东 昌乐                                              | 2005年7月1日                                           | 2017年2月24日                                          | 中华人民共和国司法部党组书记                                                                                            | 温家宝 ↓ 李克强                                        | [ 24 ]                                                 |
| 9                                                                | 吴爱英 （女） （1951—）                                | 11年238天                                              | 山东 昌乐                                              |                                                        |                                                        | 中华人民共和国司法部党组书记                                                                                            | 温家宝 ↓ 李克强                                        | [ 24 ]                                                 |
| 10                                                               | 张军 （1956—）                                         |                                                        | 山东 博兴                                              | 2017年2月24日                                          | 2018年3月19日                                          | 中华人民共和国司法部党组书记                                                                                            | 李克强                                                 | [ 25 ] [ 26 ]                                          |
| 10                                                               | 张军 （1956—）                                         | 1年23天                                                | 山东 博兴                                              |                                                        |                                                        | 中华人民共和国司法部党组书记                                                                                            | 李克强                                                 | [ 25 ] [ 26 ]                                          |
| 11                                                               | 傅政华 （1955—）                                       |                                                        | 河北 滦县                                              | 2018年3月19日                                          | 2020年4月29日                                          | 中华人民共和国司法部党组副书记                                                                                          | 李克强                                                 | [ 27 ] [ 28 ]                                          |
| 11                                                               | 傅政华 （1955—）                                       | 2年41天                                                | 河北 滦县                                              |                                                        |                                                        | 中华人民共和国司法部党组副书记                                                                                          | 李克强                                                 | [ 27 ] [ 28 ]                                          |
| 12                                                               | 唐一军 （1961—）                                       |                                                        | 山东 莒县                                              | 2020年4月29日                                          | 2023年2月24日                                          | | 李克强                                                 | [ 29 ]                                                 |
| 12                                                               | 唐一军 （1961—）                                       | 4年319天                                               | 山东 莒县                                              |                                                        |                                                        | | 李克强                                                 | [ 29 ]                                                 |
| 13                                                               | 贺荣 （女） （1962—）                                  |                                                        | 山东 临邑                                              | 2023年2月24日                                          | 现任                                                   | 中华人民共和国司法部党组书记 中央全面依法治国委员会办公室副主任                                                         | 李克强 ↓ 李强                                          | [ 30 ] [ 31 ]                                          |
| 13                                                               | 贺荣 （女） （1962—）                                  | 2年18天                                                | 山东 临邑                                              |                                                        |                                                        | 中华人民共和国司法部党组书记 中央全面依法治国委员会办公室副主任                                                         | 李克强 ↓ 李强                                          | [ 30 ] [ 31 ]                                          |

## 在世前任部长
截至2025年3月，在世的前中華人民共和國司法部部長有7位：
| 姓名   | 任期                         | 出生日期與年齡       |
| ------ | ---------------------------- | -------------------- |
| 邹瑜   | 1983年6月20日—1988年4月12日  | 1920年10月（104歲）  |
| 高昌礼 | 1998年3月19日—2000年12月28日 | 1937年7月（87歲）    |
| 张福森 | 2000年12月28日—2005年7月1日  | 1940年3月（84—85歲） |
| 吴爱英 | 2005年7月1日—2017年2月24日   | 1951年12月（73歲）   |
| 张军   | 2017年2月24日—2018年3月19日  | 1956年10月（68歲）   |
| 傅政华 | 2018年3月19日—2020年4月29日  | 1955年3月（69—70歲） |
| 唐一军 | 2020年4月29日—2023年2月24日  | 1961年3月（63—64歲） |

最近一位去世的前中華人民共和國司法部部長是肖扬，他于2019年4月19日在北京去世，享年80岁。